# Mexican War Pictures (film 1913 Lubin)
Mexican War Pictures è un film muto del 1913. Il nome del regista non viene riportato nei titoli del film che racconta dei combattimenti tra Federali e Costituzionalisti durante la guerra messicana e delle truppe statunitensi schierate per difendere i confini del paese.

## Produzione
Il film fu prodotto da Siegmund Lubin per la Lubin Manufacturing Company. Venne girato in Messico.

## Distribuzione
Distribuito dalla General Film Company, il film uscì nelle sale cinematografiche USA l'8 dicembre 1913.